# Лаврентия
Лаврентия или Северноамерикански кратон е голям континентален кратон, който образува древното геоложко ядро на северноамериканския континент, образуван след разделянето на древния суперконтинент Лавразия през късния Мезозой. Много пъти в миналото, Лаврентия е бил отделен континент, като сега формира Северна Америка, въпреки че първоначално също е включвал Гренландия и северозападната част на Шотландия, известен като Хебридски терен (виж и Хебридски острови). През друго време в миналото, Лаврентия е бил част от по-големите континенти и суперконтиненти, както и сам се е състоял от множество по-малки геоложки терени събрани в ранни протерозойски орогенни зони. Малки микроконтиненти и океанските острови се сблъскват и долепят към непрекъснато нарастващия континент Лаврентия и заедно формират стабилен докамбрийски кратон видим днес.

## Етимология
Името произлиза от Лаврентийския (Канадски) щит, който е кръстен на Лаврентийските планини, получили името си от река Сейнт Лорънс, наречена на името на Лаврентий Римски.

## Основна платформа
В източната и централна част на Канада, голяма част от стабилния кратон е на повърхността като Канадски щит; когато се разглеждат и подземните разширения, се ползва по-широкия термин Лаврентийски щит, защото голяма част от структурата излиза извън Канада. В Съединените щати, основата на кратона е покрита с седиментни скали в Средния Запад и Големите равнини, като само в северна Минесота, Уисконсин, в планините Адирондак (щата Ню Йорк) и горната част на полуостров Мичиган самият кратон е изложен на земната повърхност. Поредността от скали варира от около 1000 до над 6100 m дебелина. Кратонните скали са метаморфни и магмени, а горните седиментни скали са изградени предимно от варовици, пясъчници и глини. Тези седиментни скали са се образували пред 650 до 290 млн. години.

## Тектоника
Метаморфните и магмени скали в основата на Лаврентия са образувани преди 1,5 до 1,0 милиарда години от тектонска активност. По-младите седиментни скали са отложени върху него в тихи морски и речни води. По времето на Мисисипий (ранен Карбон), кратонът е платформа за мащабна морска карбонация, при която са депозирани главно варовици, някои доломити и евапорити. Тази платформа се простира от настоящите планини Апалачи или долината на Мисисипи до Големия басейн. Кратонът е бил покрит с плитко, топло, тропическо епиконтинентално или епикратонично море (епи от гръцки означава „върху, на“), което има максимална дълбочина само на около 60 м (200 фута). През Креда това море се е простирало от Мексиканският залив до Северния ледовит океан, разделяйки Северна Америка източен и западен масив. Периодично земните маси или планинските вериги се издигат в отдалечените краища на кратона, а след това ерозират, разнасяйки пясъка си върху ландшафта. Субдукцията на континента към северозапад, която продължава около 1,4 до 1,2 милиарда години, вероятно е причина за структурното обогатяване на Гренвилската литосферна мантия. Смята се, че това обогатяване е допринесло за формирането на главния суперконтинент Родиния.

### Вулканизъм
Югозападната част на Лаврентия се състои от докамбрийски скални маси, деформирани от континентални сблъсъци (лилавата област на изображението по-горе). Тази област е била подложена на значителен разрив и е разтеглена на 100% от нейната оригинална ширина. Районът е имал големи вулканични изригвания.

### Екваториално разположение
Позицията на Лаврентия върху екватора по време на късния Ордовик (преди ок. 458 – ок. 444) е определена чрез експанзивно изследване на наноси от черупки. Наводнението на континента през ордовик е осигурило плитките, топли води довели до развитие на морския живот и следователно скок в карбонатните черупки на черупчестите мекотели. Днес наносите са съставени от фосилизирани черупки на Thalassinoides и насипни черупки (не-амалгамирани обвивки) на раменоноги. Тези наноси означават наличието на екваториален климатичен пояс свободен от урагани, който е разположен до 10° от екватора. Заключенията чрез екологията съвпадат с предишните палеомагнитни открития, потвърждаващи екваториалното разположение.

## Промяна в палеоекологията
Няколко климатични събития се случват в Лаврентия по време на фанерозойския еон. По време на късния камбрий до ордовик морското равнище се колебае от топенето на ледовете. Наблюдавани са девет мащабни колебания на „глобално свръх затопляне“ или условия с висок интензитет на парниковите газове. Колебанията в морското равнище водят до различни отлагания по Лаврентия, които служат като запис на събитията. Късният ордовик включва период на охлаждане, въпреки че размерът на това охлаждане все още се обсъжда. Повече от 100 млн. години по-късно, през перм, започва тенденция за цялостно затопляне. Както личи от вкаменелостите на безгръбначни, западният бряг на Лаврентия е бил засегнат от трайно хладно течение водещо на юг, противопоставящо се на затоплянето на водите в района на Тексас. Този контраст предполага, че по време на глобалното затопляне през перм, северна и северозападна Пангея (западна Лаврентия) остават сравнително хладни.